# Gevlamde uil
De gevlamde uil (Actinotia polyodon, syn. Phalaena perspicillaris) is een nachtvlinder uit de familie van de uilen, de Noctuidae.
De wetenschappelijke naam polyodon komt van het grieks polus (veel) en odous (tand) en verwijst naar de tandvormen in de tekening langs de costa.

## Beschrijving
De voorvleugellengte bedraagt tussen de 13 en 15 millimeter. De grondkleur van de voorvleugels is bruinachtig met een purperen gloed. Bij de apex bevindt zich een lichte veld, met puntige uitlopers die doorlopen tot in de franje. Ook bij de vleugelbasis bevindt zich een licht veld. De niervlek is opvallend wit-omrand.

## Waardplanten
De gevlamde uil gebruikt Sint-janskruid en hokjespeul als waardplanten. De rups is te vinden van juni tot september. De soort overwintert als pop.

## Voorkomen
De soort komt verspreid over het Palearctisch gebied voor.

### In Nederland en België
De gevlamde uil is in Nederland en België een zeldzame soort. De vlinder kent twee generaties die vliegen van mei tot en met augustus. Soms is er een partiële derde generatie in september en oktober.